# Joseph Anton Steffan
Joseph Anton Steffan, właśc. Josef Antonín Štěpán (ur. 14 marca 1726 w Kopidlnie, w Czechach, zm. 12 kwietnia 1797 w Wiedniu) – czeski kompozytor okresu klasycyzmu.
Jego ojciec, Jan Štěpán, był nauczycielem i organistą. Josef Antonín pierwsze lekcje gry na instrumencie pobierał od ojca. 
W 1741 roku, podczas wojny o sukcesję austriacką, Steffan uciekł przed najeżdżającym Czechy wojskiem pruskim i przeniósł się do Wiednia. Tam jego nauczycielem został Georg Christoph Wagenseil. 
Steffan komponował głównie utwory klawiszowe (preludia, sonaty, wariacje) oraz pieśni. Był też nauczycielem gry na fortepianie, uczył m.in. Marię Antoninę i Marię Karolinę.
Od 1775 roku cierpiał na pogarszający się wzrok. Zmarł po nieudanej operacji zaćmy. 